# Shockley Bluff
Das Shockley Bluff ist ein sehr steiles Kliff im ostantarktischen Viktorialand. Es bildet das südliche Ende des Deception-Plateaus und überragt den Ort der Einmündung des Pilot-Gletschers in den Aviator-Gletscher.
Der United States Geological Survey kartierte das Kliff anhand eigener Vermessungen und mittels Luftaufnahmen der United States Navy aus den Jahren von 1960 bis 1964. Das Advisory Committee on Antarctic Names benannte es 1969 nach Lieutenant Commander William E. Shockley, Leiter der Abordnung der Navy-Flugstaffel VX-6 auf der McMurdo-Station im antarktischen Winter 1966.